# Gärtnerkonstruktion

Gärtnerkonstruktion einer Ellipse

Die Gärtnerkonstruktion ist eine Methode, um einen Kreis oder eine Ellipse mit einem Seil, ein oder zwei Nägeln und einem Stift zu zeichnen. Die Bezeichnung geht offenbar darauf zurück, dass sich so mit einfachen Hilfsmitteln im Garten ein Beet in Form einer Ellipse anlegen lässt.
Ein Kreis wird festgelegt durch seinen Mittelpunkt und Radius, eine Ellipse durch ihre beiden Brennpunkte und die Länge der großen Halbachse (meist als a bezeichnet) oder die Längen der großen (a) und kleinen (b) Halbachse.

## Benötigtes Material
- ein „Nagel“ (oder eine Reißzwecke, bzw. ein Holzpflock) für einen Kreis, zwei Nägel für eine Ellipse,
- ein Faden (oder ein Seil), sowie
- ein Stift.

## Vorgehen

### Kreis
1. Stift und den Nagel an die Enden des Fadens binden, am besten mit einer Schlaufe;
2. Nagel in den Mittelpunkt des zu erzeugenden Kreises stecken;
3. Stift senkrecht und mit dauernd gespanntem Faden um den Mittelpunkt ziehen.

### Ellipse mit bekannter Brennpunktlage

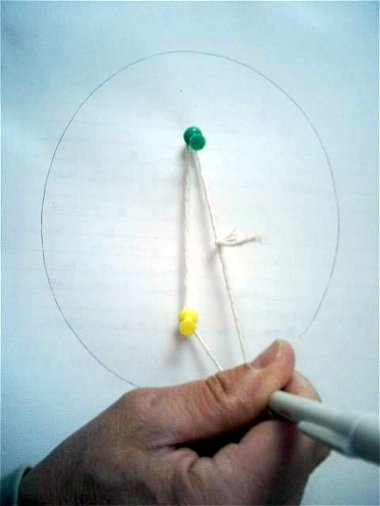
Gärtnerkonstruktion einer Ellipse

1. Die beiden Nägel in die Brennpunkte einschlagen;
2. Je ein Ende eines Fadens mit der doppelten Länge der großen Halbachse (=2a) an je einen der Nägel binden;
3. Mit dem Stift den Faden straff spannen und den Stift senkrecht aufsetzen;
4. Mit gespanntem Faden erst eine Hälfte der Ellipse zeichnen und nach erneutem Ansetzen die andere Hälfte.

In den Beschreibungen zur Ellipsenkonstruktion wird jeweils ein Faden der Länge 2a mit den Enden an je einen Nagel gebunden.
Es ist ebenso möglich, einen Faden der Länge 2a+2e zu einer Schlaufe zu binden und diese um beide Nägel herumzulegen. Dies benötigt einen viel längeren Faden, birgt aber den Vorteil, dass die ganze Ellipse ohne abzusetzen zu zeichnen ist.
Die Länge des Fadens 2a+2e ist dabei einfach abzugreifen, indem man das Seil von Punkt B (vergleiche Bild unten) um F1 und wieder zurück spannt und zusammenknotet.

### Ellipse mit bekannter Haupt- und Nebenachsenlänge
1. Mittelpunkt M festlegen und ein rechtwinkliges Kreuz in der künftigen Lage der Ellipse konstruieren;
2. Mittels eines Seiles der Länge b (kleine Halbachse) von M aus den Punkt C ermitteln;
3. Mit einem Seil der Länge a (Hauptachse der Ellipse) von C aus die Brennpunkte F1 und F2 ermitteln und in diese Nägel einschlagen;
4. Nun wie bei der Konstruktion mit bekannter Brennpunktlage fortfahren.